# Kastell Nether Denton

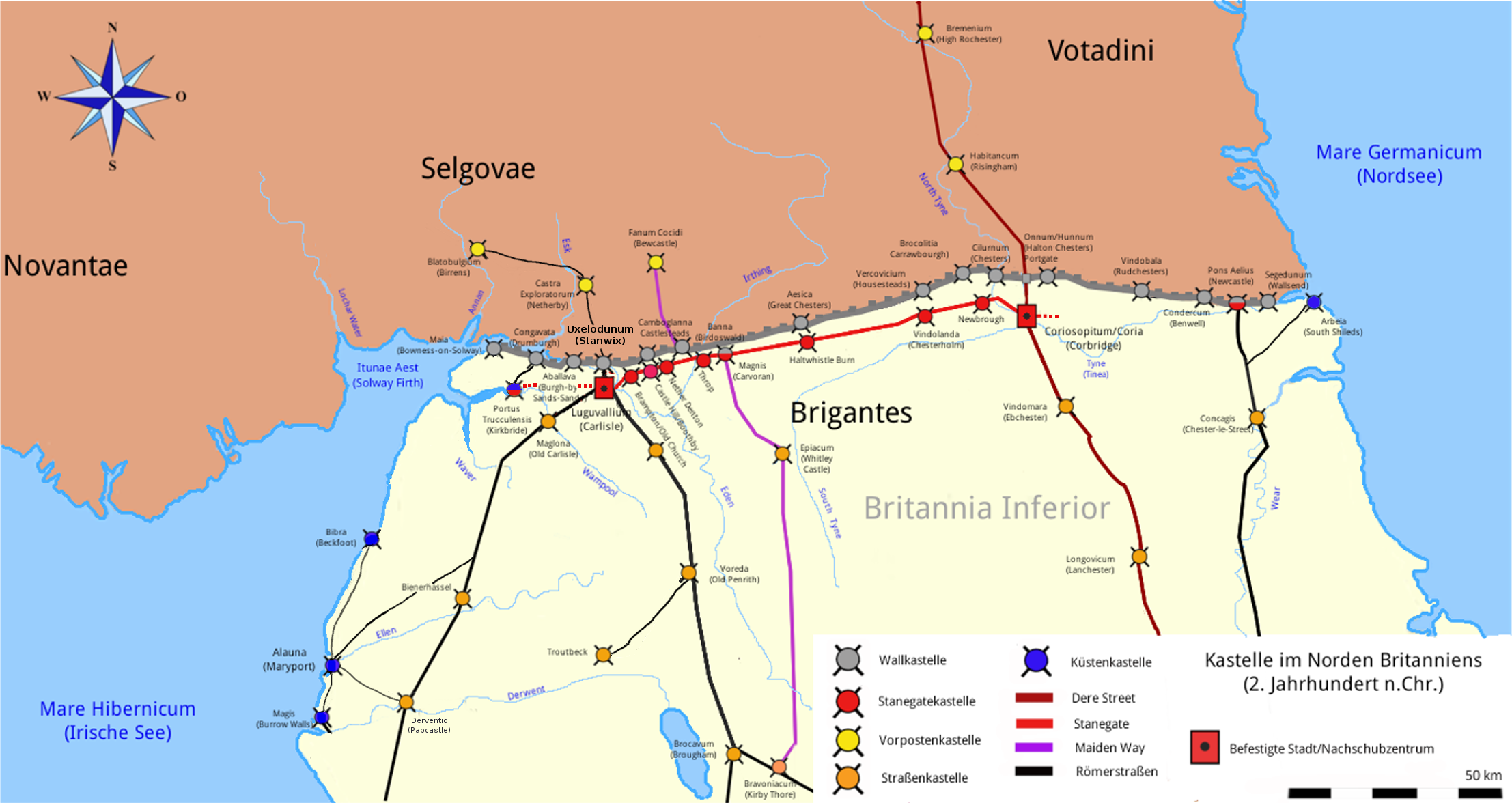
Verlauf des Stanegate und des Hadrianswalls mit Standorten der Kastelle

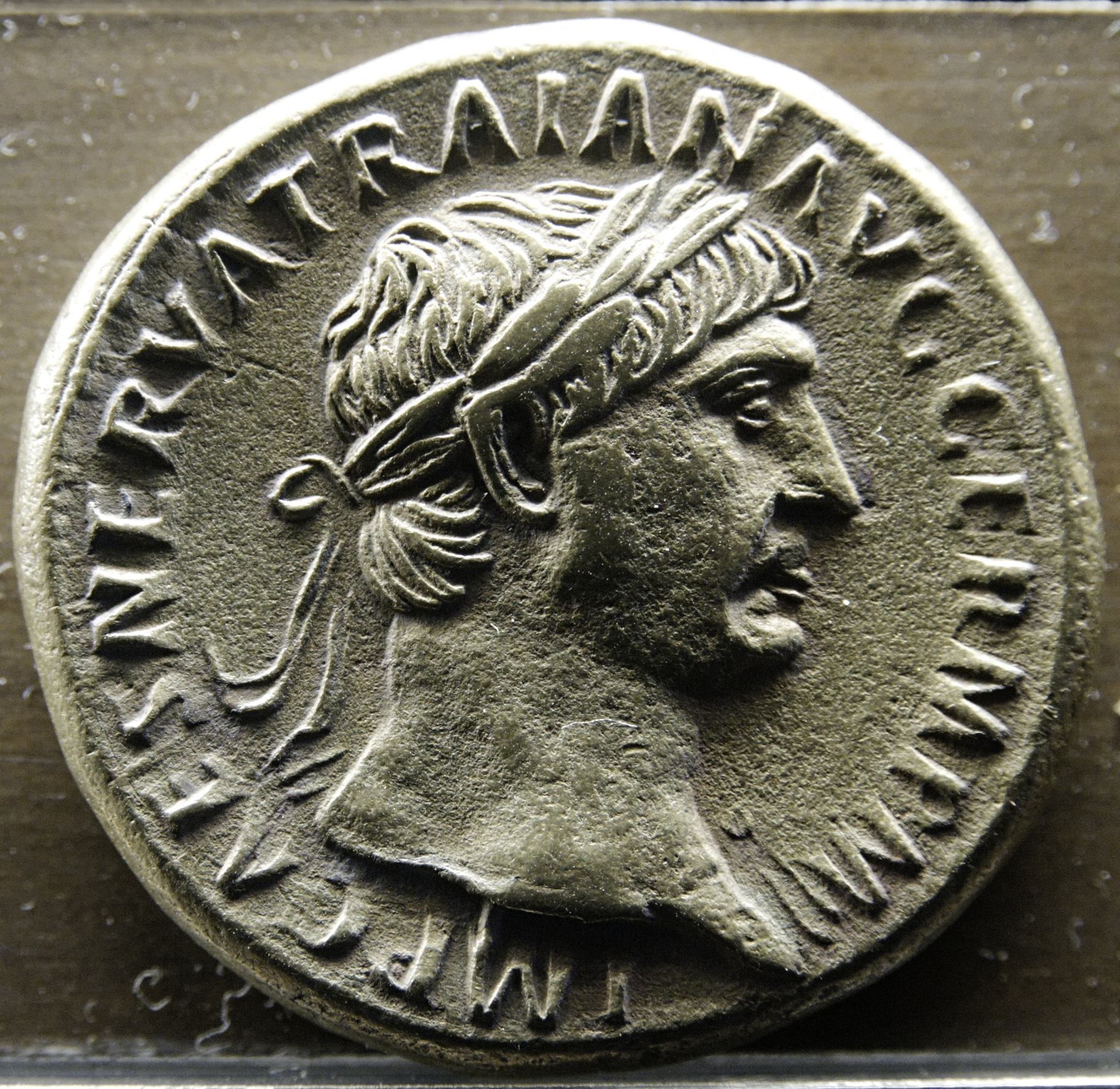
Münzportrait des Trajan

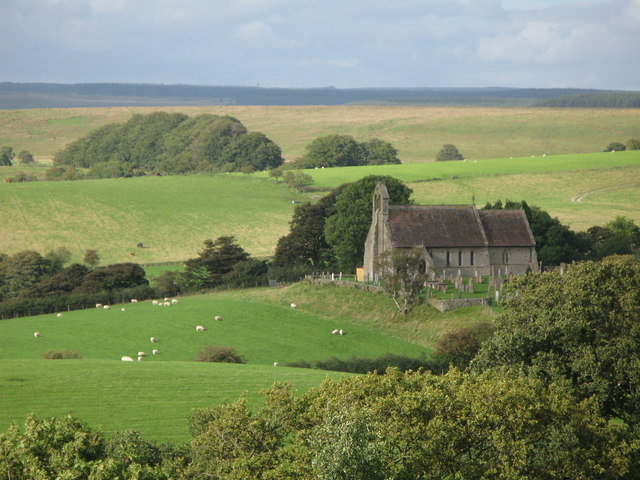
St. Cuthbert bei Chapelburn, Ansicht aus Süden

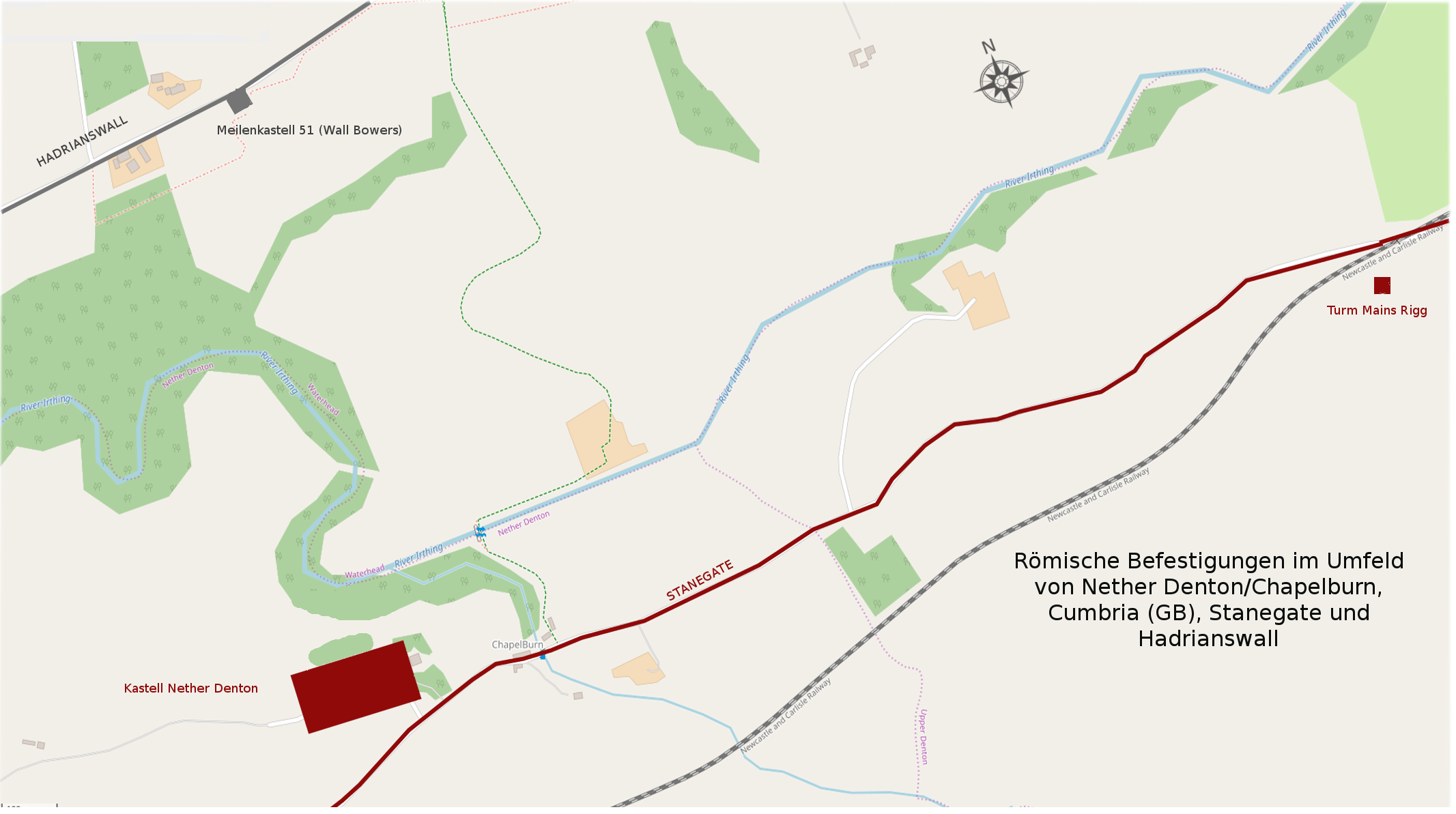
Lageskizze der römischen Befestigungen

Das Kastell Nether Denton war eine römische Befestigung an der Stanegategrenze im Norden Britanniens. Es befindet sich in der Nähe der Stadt Carlisle , District Carlisle, auf dem Gebiet der Gemeinde (Parish) Nether Denton im County Cumbria, England.
Die Festung stammt vermutlich aus dem späten 1. oder frühen 2. Jahrhundert. Bevor sie – nach Fertigstellung der Hadriansmauer – aufgegeben wurde, scheint sie verkleinert worden zu sein. Es gibt auch Spuren eines dazugehörigen Vicus. Darüber hinaus ist die antike Stätte ein seltenes Beispiel für eine Zivilsiedlung, die auch nach Aufgabe seines Kastells bewohnt blieb.

## Lage
Die Gemeinde Nether Denton befindet sich 19 km nordöstlich von Carlisle. Das Kastell lag auf dem Kirchenhügel von St. Cuthbert, über dem Weiler Chapelburn, mit guter Sicht auf den Stanegate und die Flussschleife des Irthing, das dazugehörige Lagerdorf (Vicus) breitete sich im Süden und Südwesten nahe der Lane Head Farm aus. 450 Meter nördlich stand das Meilenkastell 51, Sichtverbindung bestand auch zum Signalturm am Pike Hill im NW. Etwa 1,6 km östlich, südlich des Bahnübergangs westlich von Over Denton, bei Mains Rigg (Parish Upper Denton), stand ein Signalturm. Im 2. Jahrhundert gehörte die Region zur Provinz Britannia inferior, ab dem 4. Jahrhundert zur Provinz Britannia secunda.
Straßenverbindungen bestanden über den Stanegate nach:
- Kleinkastell Castle Hill (Boothby), Kastell Old Church (Brampton) im Südwesten,
- Kastell Magnis Carvetiorum (Carvoran, Northumberland), Turm Mains Rigg und Kleinkastell Throp im Osten.

## Forschungsgeschichte
Das Kastellareal befindet sich heute teilweise unter der St. Cuthbert-Kirche und dem Kirchhof. Die Reste eines Badehauses wurden 1868 beim Bau des Pfarrhauses beobachtet. Gleichzeitig konnte eine große Menge an Münzen und Keramik geborgen werden, desgleichen 1911. Der Kastellwall wurde 1933 entdeckt, im gleichen Jahr bei der Anlage von Drainagegräben die Reste des Vicus. Durch die dazugehörige Zivilsiedlung führte ein Abschnitt des Stanegate. Die Reste der Siedlung, des Stanegate und seiner Nebenstraßen im Süden und Westen des Kastells sowie ein kurzer Abschnitt der Verbindungsstraße vom Osttor zum Stanegate sind auf 1949 und 1975 angefertigten Luftaufnahmen noch gut zu erkennen. Auf den Aufnahmen können auch noch einzelne Parzellen innerhalb des Vicus voneinander unterschieden werden. Die bisher in der Zivilsiedlung aufgefundenen Münzen und Keramik (100 – 120 n. Chr.) weisen auf eine Besiedlungsphase hin, die mindestens bis in die zweite Hälfte des 2. Jahrhunderts andauerte. Die Signalstation am Mains Rigg wurde zuerst von Frank Gerald Simpson im Jahr 1928 und 1971–1972 von Mitarbeitern der Durham University erneut untersucht. Die einzigen datierbaren Funde waren ein anglo-irischer Silberpfennig aus der Zeit Edward I., 1280–1282, und ein stark abgenutztes Stück einer Platte. Die Steinfundamente wurden nach der Ausgrabung von 1972 wieder aufgefüllt, um das Gelände vor Raubgräbern zu schützen. Heute ist nichts mehr von ihnen zu sehen. Die antiken Bodenmerkmale wurden im März 1994 von der Royal Commission on the Historical Monuments of England – im Rahmen der „Hadrian's Wall: Birdoswald Sector Survey“ des English Heritage Trust – kartiert. Eine Kombination aus Zufallsfunden, antiquarischen Untersuchungen, kleineren Ausgrabungen und Luftaufnahmen des Areals hat gezeigt, dass die Überreste des Kastells, des Vicus und ein Abschnitt des Stanegate noch gut erhalten sind. Das Bodendenkmal wird bei zukünftigen Grabungen umfangreiche Informationen über seine Entstehung liefern und einen wichtigen Beitrag zur weiteren Erforschung der römischen Grenzschutzanlagen des 2. Jahrhunderts darstellen.

## Entwicklung
Nach dem erfolgreichen Feldzug des Gnaeus Iulius Agricola in Schottland, zogen sich die Römer ab 84 n. Chr. an die Stanegatestraße zurück. Neue Kastelle wurden in Newbrough, Carvoran und Brampton Old Church – in Abständen eines halben Tagesmarsches entlang der Straße errichtet. In dieser Zeit wurden auch die Kleinkastelle Haltwhistle Burn und Throp erbaut. Weitere Kleinkastelle könnten noch woanders am Stanegate entstanden sein, aber es gibt nicht genügend archäologische Beweise, um dies zu bestätigen. Diese neuen Verteidigungsanlagen markierten die erste feste Grenze in Nordbritannien. Das erste Lager in Nether Denton stammt möglicherweise noch aus der Zeit des Agricola, 81 – 84 n. Chr. Die Ausrichtung des Kastell I zum Stanegate lässt darauf schließen, dass es zuerst entstand und die Straße erst später angelegt wurde. Sie erreichte das Lager beim Südtor und verließ sie wieder durch das östliche Tor. Auf den Luftaufnahmen ist weiters ein großes Lager zu sehen, das über dem Kastell I lag. Man vermutet, dass das Kastell II zeitgleich mit den trajanischen Lagern am Stanegate, in Carlisle, Corbridge und Chesterholm (um 103 n. Chr.) entstanden ist. Der Militärstützpunkt in Nether Denton war Teil der Stanegategrenze, bestehend aus einer ganzjährig befahrbaren Militärstraße zwischen Carlisle (Luguvalium) und Corbridge (Coriosopitum), an der entlang im 2. Jahrhundert zahlreiche Festungen erbaut wurden. Nach ihrer Fertigstellung verlief die Festungskette am Stanegate von Kirkbride an der Küste von Cumbria im Westen bis Washing Well am Südufer des Tyne im Osten. Ergänzt wurde sie durch eine Reihe von Wachtürmen nördlich der Straße, von denen aus bei Gefahr rasch Licht- oder Rauchsignale zu den benachbarten Kastellen weitergeleitet werden konnten, wie z. B. bei Mains Rigg und Pike Hill. Irgendwann, nach Fertigstellung des Stanegate, oder vielleicht zeitgleich, wurde das Kastell I planiert und darüber vermutlich das etwas größere Kastell II errichtet. Das neue Lager behielt auch die Achsenausrichtung des Vorgängerbaus bei. Einige Zeit nach seiner Errichtung wurde seine Garnison offensichtlich personell reduziert und das Kastell wieder verkleinert. Letzteres wurde wohl in der Frühzeit der Herrschaft des Trajan errichtet. Eine ähnliche Situation war beim Lager von Carvoran am Stanegate zu beobachten. Die Grenze wurde später an den Hadrianswall vorverlegt, dessen Bau um 122 n. Chr. begann. Spätestens als der Hadrianswall in Vollbetrieb genommen wurde, gab man das Kastell von Nether Denton wieder auf.

## Kastell
Das mehrphasige, von NW nach SO ausgerichtete Holz-Erde-Kastell (Kastell I) dürfte aus dem späten ersten oder frühen zweiten Jahrhundert n. Chr. stammen. Oberflächliche Reste sind keine mehr sichtbar. Jüngste Luftaufnahmen zusammen mit Zufallsfunden aus dem 19. und 20. Jahrhundert, antiquarischen Untersuchungen und kleinere Ausgrabungen haben gezeigt, dass die frühe Festung eine Fläche von ca. 200 × 160 Meter (3,2 Hektar) umfasste. Sie hatte die für diese Zeit typische rechteckige Form mit abgerundeten Ecken. Die Befunde legen nahe, dass es sich aber nicht um ein perfektes Rechteck, sondern um ein leicht rhomboid geformtes Areal handelte. Es sind nur die genaue Lage der West- und Südseite bekannt. Auch die Position seiner Nordwest-Ecke wurde dokumentiert, was auf die Länge der Nord-Süd-Seite von etwa 200 Meter schließen lässt. Wenn das Tor auf der Südseite zentral platziert war, kann die Ost-West-Länge auf ungefähr 160 Meter geschätzt werden. Die Ostseite wurde bisher nicht erforscht. Die Umwehrung bestand aus einem Wall aus Rasenziegeln, der zusätzlich von einem Wehrgraben umgeben war. Der Wall war bis zu 9 Meter breit und ist teilweise noch bis 1,5 Meter hoch erhalten. An der Nordseite fällt das Terrain steil zum Ufer des Irthing ab, und alle Spuren des Wehrgrabens sind durch Erosion des Flussufers verloren gegangen. An der Ostseite ist vom Wehrgraben nichts mehr zu sehen. Die sichtbaren Überreste des Lagers sind südlich der Kirche am ausgeprägtesten. Diese bestehen im Wesentlichen aus zwei Gräben, die beide die südwestliche Ecke des einstigen Kastells markieren.
Der große Abstand zwischen dem inneren und dem äußeren Graben, 15 – 20 Meter, deutet darauf hin, dass sie von zwei unterschiedlichen Kastellen stammen. Der äußere Graben wird von einer Straße geschnitten. Er gehörte wohl zu dem später entstandenen Lager, das vor Errichtung des Kastells III wieder abgerissen wurde. Dieses – größere – Lager (Kastell II) könnte den beachtlichen Umfang von ca. 205 × 225 Meter (4,6 Hektar) erreicht haben. Vielleicht handelte es sich dabei aber auch nur um einen Anbau (Annex) zur vorübergehenden Aufnahme zusätzlicher Truppenkontingente.
Kastell II wurde zu einem späteren Zeitpunkt durch die Aufgabe seiner südlichen Hälfte verkleinert, indem der Südwall um ca. 80 Meter zurückgenommen wurde. So entstand das kleinere Stanegatelager (Kastell III) in den Ausmaßen von ca. 105 × 155 Meter (1,6 Hektar). Es ist auch sehr wahrscheinlich, dass der Wehrgraben ebenfalls auf diese Dimensionen verringert wurde.

## Garnison
Von welcher Einheit das Kastell belegt war, ist unbekannt. Besonders die Größe des Kastell II lässt annehmen, dass es für eine große Garnisonen (rund 1000 Mann) angelegt worden war, vermutlich um den Zustrom von Truppen zu bewältigen, die dort stationiert werden mussten, nachdem Schottland am Ende des 1. Jahrhunderts von der Armee wieder geräumt wurde.

## Vicus
Westlich des Kastells waren noch weitere Straßen zu sehen, die mit den Vicus verbunden sind. Seine nur auf Luftbildern sichtbaren Reste bestehen hauptsächlich aus den Umrissen kleinerer Gebäude.

## Signalturm Mains Rigg
Die Wach- oder Signalstation befindet sich auf einer 1,6 Meter hohen Terrasse die auf der Nordseite zu einer sumpfigen, verwilderten Weide abfällt. Das Areal ist heute stark von Vegetation überwuchert. Sie bestand aus einem in Steinbauweise errichteten, rechteckigen Turm, der von einem kreisförmigen Graben mit Damm (NO-Ecke) umgeben war. Die Fundamentplattform misst von Nordosten nach Südwesten ca. 12,5 × 11 Meter. Der Graben war zwischen 0,6 und 2,0 Meter tief. Der Turm selbst maß etwa 6,5 Meter im Quadrat und hatte 1 Meter breite Wände. Das noch erhaltene Aufgehende variierte in seiner Höhe zwischen 0,5 und 0,7 Meter. Obwohl keine datierbaren Funde geborgen werden konnten, wird angenommen, dass der Turm eine spätere Ergänzung des Grenzsicherungssystems ist. Er schloss die Lücke zwischen den Kastellen von Throp und Nether Denton, die aufgrund der hügeligen Topographie keine Sichtverbindung zueinander hatten. Möglicherweise wurde er zu Beginn der Herrschaft des Hadrian erbaut.